# Nikomedia

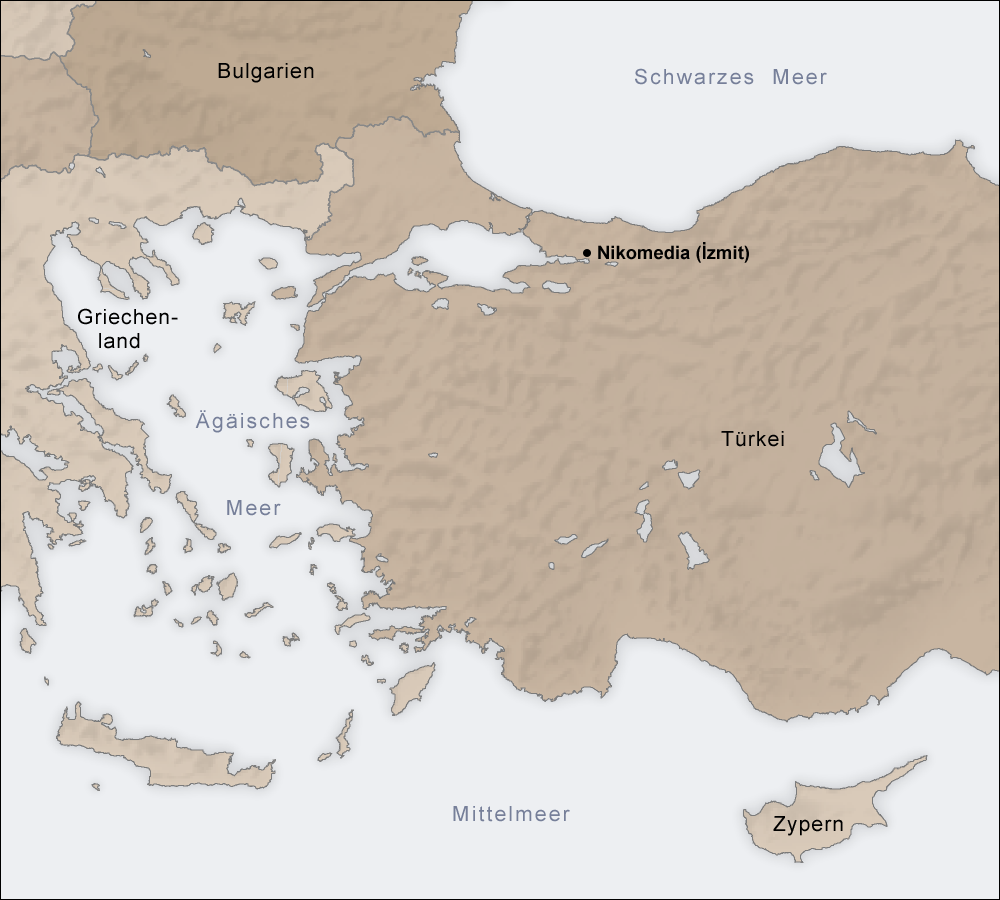
Lage Nikomedias

Nikomedia oder Nikomedien (altgriechisch Νικομήδεια Nikomēdeia (f. sg.)), das heutige İzmit in der Türkei, war eine antike Stadt.
Nikomedia (40° 46′ N, 29° 57′ O) wurde 264/263 v. Chr. von König Nikomedes I. von Bithynien als Hauptstadt seines Reiches gegründet. 74 v. Chr. gelangte es nach dem Tod Nikomedes’ IV. testamentarisch an die Römische Republik. Der römische Kaiser Diokletian, der 284 in der Nähe der Stadt zum Kaiser erhoben worden war, baute Nikomedia zu seiner Residenz aus. Diokletian organisierte von Nikomedia aus die umfassendste Christenverfolgung zur Zeit des Römischen Reiches. In seinem Bestreben zur Rettung des Reiches sah er die Christen als Gefahr für die Einheit. Am 30. April 311 wurde in Nikomedia das Toleranzedikt des Galerius publiziert, das die Praktizierung des Christentums gestattete. Kaiser Konstantin der Große, der mehrere Jahre in Nikomedia residierte, starb 337 in Achyron(a), einem Vorort von Nikomedia.
Im Jahre 330 machte Konstantin der Große das ehemalige Byzantion, das er nach sich selbst zu Konstantinopel umbenannte, zu seiner Hauptresidenz, die er großzügig ausbaute. Nach diesem Residenzwechsel nahm die Bedeutung Nikomedias immer weiter ab, bis die Stadt schließlich 1338 von den Osmanen erobert und in ihr Reich einverleibt wurde.
Im modernen İzmit wurde erst in den letzten Jahren (Stand: 2008) mit einer systematischen Auswertung des historischen Erbes begonnen.
Zu den bedeutendsten Funden des Ortes gehört eine Gruppe von 75 Relieftafeln, die 2001 und 2009 entdeckt wurden und an denen sich die antike Bemalung erhalten hat. Die Objekte stammen aus der Zeit, in der Nikomedia Kaiserresidenz war, gehörten zu einem repräsentativen staatlichen Gebäude und sind eines der bedeutendsten Zeugnisse für die Mehrfarbigkeit antiker Kunstwerke.

## Persönlichkeiten
- Arrian, Geschichtsschreiber
- Barbara von Nikomedien, Heilige
- Eusebius von Nikomedien, Bischof (lange dem Arianismus zugeordnet)
- Adrian von Nikomedien, Heiliger
- Juliana von Nikomedien, Heilige
- Pantaleon, Heiliger
- Saoterus (nach 160 – 182/183), römischer Kämmerer